# Изумительный Морис
«Изумительный Морис» (англ. The Amazing Maurice) — совместный американо-британо-немецко-канадский компьютерно-анимационный фэнтезийный комедийный фильм, снятый по роману английского писателя Терри Пратчетта «Изумительный Морис и его учёные грызуны» (2001) из серии «Плоский мир». В оригинальной версии Мориса озвучил Хью Лори, в российской — Сергей Бурунов. Мультфильм совместного проидводства британских студий Red Star 3D, Sky, Moonshot Films и Narrativia, немецких студий Ulysses Filmproduktion и Studio Rakete, британо-ирландской студии Cantilever Group и канадской студии Squeeze Animation Studio совместно с американцами.
В российский прокат мультфильм вышел 26 января 2023 года.

## Сюжет
Морис сообщает жителям городка, что у них крысиная эпидемия, иллюстрируемая различными крысами, терроризирующими горожан, и убеждает их заплатить Киту, крысолову, чтобы тот вывел их за пределы города. За пределами города выясняется, что крысы разумны и грамотны, они работают с Китом и Морисом, чтобы обманывать города.
Затем они направляются в город Бад-Блинц, который страдает от нехватки еды и где крысоловы не смогли найти причину исчезновения еды. Пытаясь проникнуть в туннели под городом, крысы замечают, что местных крыс нет, несмотря на их следы. Они находят ловушку, которая захватывает крыс живьем, и Загар, их лидер, оказывается в ловушке внутри. Тем временем Морис проник в дом мэра, и когда Кит пытается его найти, они встречают дочь мэра, Малисию, которая быстро приходит к выводу - увидев танцующего чечетку Сардины - что они стоят за недавним нашествием крыс в близлежащих городах и нанимает их, чтобы помочь выяснить причину нехватки продовольствия в городе.
Их поиски приводят их в штаб-квартиру местных крысоловов, где они находят потайной ход в подвал, заполненный едой. Они также находят Загара и других крыс, выходящих из туннелей с найденной ими ловушкой. Морис правильно догадывается, что крысоловы пытаются поймать крыс живьем, чтобы использовать их для развлечения, натравливая собак на крыс в рингах и делая ставки на то, как быстро они будут убиты. Крысоловы ловят Сардины и используют его для ринга, но его спасают другие.
Отравляя пищу слабительными, Морису, Киту и Малисии удается заставить крысоловов признать, что они создали крысиного короля, когда у восьми крыс, которых они оставили в ведре, завязались хвосты и развились злые чувства, способные контролировать других крыс. Морис убегает от крысиного короля, в то время как Кит и Малисия отправляются в лес, чтобы найти настоящего крысолова и украсть его волшебную флейту, единственный инструмент, известный для убийства крысиного короля. Тем временем Большой Босс, оказавшийся крысиным королем в куче человеческой одежды, захватил Персики, одну из крыс, и Опасные Бобы, духовный лидер группы, пытается спасти ее. Столкнувшись лицом к лицу с крысиным королем в офисе крысоловов, появляется Морис и бьет его деньгами, которые они обманули, что позволяет ему сбежать с двумя крысами.
В лесу Кит и Малисия пытаются украсть флейту у спящего волынщика, но он просыпается и пытается убить их, заставляя войти в раскаленную печь. Они спасаются, когда заводная игрушечная мышь, которую Малисия ранее забрала у Загара, отвлекает его достаточно надолго, чтобы потерять флейту, что позволяет им убежать обратно в город с флейтой.
Тем временем Морис и крысы пытаются сбежать из города, но их останавливает крысиный король, который созывает десятки крыс со всех сторон, чтобы стать сильнее. Морис бежит в лес, чтобы найти двух людей, в то время как крысы пытаются противостоять призыву крысиного короля слиться с ним. Кит и Малисия возвращаются, и после некоторых первоначальных трудностей ему удается правильно играть на флейте, чтобы увести крыс от влияния крысиного короля, пока не остается только сам король. Крысиный король использует остатки своей силы, чтобы заморозить всех на месте, но Опасному Бобу удается вырваться на свободу, снова бросая ему вызов. Затем крысиный король телепатически сворачивает ему шею. Раскладывание умирающих опасных бобов напоминает Морису о том, что он кот, и он использует свои сдерживаемые инстинкты, чтобы напасть и убить крысиного короля, смертельно ранив себя в процессе. Когда Смерть и Крысиная Смерть прибывают, чтобы забрать Опасные Бобы и одну из жизней Мориса, он успешно обменивает одну из своих жизней на жизнь Опасных Бобов, позволяя им обоим проснуться. Малисия и Кит также завязывают отношения, поскольку в ходе своего приключения у них развились чувства друг к другу.
После того, как крысиный король побежден, а еда возвращена горожанам, город и крысы приходят к соглашению. Крысы поселяются в центре города, и Бад-Блинц становится туристической достопримечательностью благодаря своим говорящим крысам, в том числе Кит получает работу городского волынщика.

## Роли озвучивали
- Хью Лори — Морис
- Эмилия Кларк — Малисия
- Химеш Патель — Кит
- Дэвид Тьюлис — Крысиный король
- Джемма Артертон — Персики
- Хью Бонневилль — мэр
- Джо Сашш — Сардины
- Дэвид Теннант — Опасные Бобы
- Эрион Бакаре — Загар
- Роб Брайдон — крысолов
- Джули Атертон — Вкуснятина
- Питер Серафинович — Смерть
- Тоби Генкель — крысолов Рон
- Флориан Вестерманн — крысолов Билли

## Русский дубляж
Мультфильм дублирован объединением «Мосфильм-Мастер» на производственно-технической базе киноконцерна «Мосфильм» по заказу кинокомпании «Вольга» в 2022 году. 
- Режиссёр дубляжа — Всеволод Кузнецов.

### Роли дублировали
- Сергей Бурунов — Морис
- Елизавета Шэйх — Малисия
- Филипп Лебедев — Кит
- Дмитрий Полонский — Крысиный король
- Людмила Шувалова — Персики
- Борис Шувалов — мэр
- Антон Эльдаров — Сардины
- Никита Прозоровский — Опасные Бобы
- Александр Груздев — Загар
- Евгений Вальц — крысолов
- Анастасия Тимушкова — Вкуснятина
- Владимир Паляница — Смерть
- Константин Карасик — крысолов Рон
- Илья Сланевский — крысолов Билли

## Производство
Проект был анонсирован в июне 2019 года. Тогда же было объявлено, что автором сценария фильма выступит Терри Россио. Картер Гудрич выбран дизайнером персонажей, Тоби Генкель — режиссёром фильма, а Джулия Стюарт из SKY, Роб Уилкинс из Narrativia, Эмели Кристианс, Роберт Чандлер и Эндрю Бейкер будут продюсерами фильма. В октябре 2019 года был выпущен артбук фильма и началось его непосредственное производство. В ноябре 2020 года было анонсировано, что озвучат персонажей мультфильма Хью Лори, Эмилия Кларк, Дэвид Тьюлис, Химеш Патель, Джемма Артертон и Хью Бонневилль. Дэвид Теннант, Роб Брайдон, Джули Атертон и Джо Сагг были добавлены к актерскому составу в мае 2021 года.

## Критика
Сайт-агрегатор обзоров Rotten Tomatoes сообщает, что 74% из 50 выбранных критиков дали фильму положительные отзывы со средней оценкой 6,3/10.
Обозреватель Film.ru Максим Клейн оценил мультфильм на 7 из 10.